# Prva hrvatska malonogometna liga
Prva hrvatska malonogometna liga uključuje 10 klubova iz Hrvatske koji se natječu za naslov državnog prvaka po futsal pravilima. 
Liga je nastala 1992. nakon raspada Jugoslavije. Liga se odvija pod okriljem Hrvatskog nogometnog saveza (HNS), a nadležna joj je Komisija za mali nogomet. Prvak lige stječe pravo nastupa u UEFA Futsal Champions League.

## Popis klubova koji su sudjelovali (1991./92. – 2022./23.)
U zagradi je godina prvog sudjelovanja.
Poredani abecedno prvo po sjedištu kluba pa zatim po nazivu.
ugašeni klubovi (nepotpuno)
- Frendi, Dubrovnik (1995./96.)
- Montovjerna, Dubrovnik (1994./95.) / Montovjerna - Mediator
- Prima, Dubrovnik (1994./95.)
- Square, Dubrovnik (1994./95.) / GOŠK Dubrovnik
- Desetka, Garešnica (1992./93.) / Desetka Modea
- Gospić, Gospić (2004./05.)
- Jastreb, Jastrebarsko (1997./98.)
- Jesenje, Jesenje (2018./19.)
- Kaštela, Kaštela (2001./02.)
- Kijevo, Knin (2005./06.) / Kijevo Jako Sport, Kijevo Bilić-Erić Security
- Renault Auto Krešo, Krapina (2009./10.)
- Kutina, Kutina (1995./96.)
- Lopar, Lopar (1992./93.)
- Grebengrad, Mađarevo (1993./94.)
- Novo Vrijeme, Makarska (2012./13.) / Novo Vrijeme Apfel
- Borovac-Jambo, Metković (1994./95.)
- Narona, Metković (1995./96.)
- Villa Neretva, Metković (1994./95.)
- Bitumina Muć, Muć (2009./10.)
- Murter, Murter (2010./11.)
- Novi Marof, Novi Marof (1996./97.) / Termika Novi Marof, BBS Novi Marof, Novi Marof Reflex
- Olmissum, Omiš (2019./20.)
- AOS-Buljubašić, Osijek (1991./92.)
- Drava Flamingo, Osijek (1995./96.)
- Osijek, Osijek (1998./99.) / Osijek VBK, Osijek Kelme
- Salom, Osijek (1994./95.)
- Skripta Osijek, Osijek (2009./10.)
- Dudovo Bure, Pakrac (1991./92.) / Dudovo Bure Pakrački list
- Croatia, Perković (1997./98.) / Croatia E.B.
- Petrinjčica, Petrinja (1994./95.) / Petrinjčica Idis, Petrinjčica - Grom
- Porto Tolero, Ploče (1999./2000.)
- Potpićan 98, Potpićan -> Pula -> Labin (2007./08.) / Potpićan 98 ADT, Potpićan '98 Istra (Pula), Albona Potpićan '98 (Labin)
- Baletani Valentina, Pula (1994./95.) / Baletani
- Futsal Pula, Pula (2021./22.) / Futsal Pula Stanoinvest
- Park Avenija 69 AS Kliman, Pula (1991./92.)
- Rijeka, Rijeka ()
- Vita Klub - Sport Miletić, Rijeka (1991./92.) / Vita Klub
- Sokoli, Samobor (1993./94.) / Sokoli - UHL Sport
- Argus, Slavonski Brod (2003./04.)
- Brod 035, Slavonski Brod (2014./15.) / Brod 035 Simplex
- Solin, Solin (2011./12.) / Solin Staro Češko, Solin Veltins
- AFC Universitas, Split (2018./19.) / Universitas
- Antonio Trade, Split (1994./95.)
- Ballantines, Split (1995./96.)
- Dalma Aquarius, Split (1994./95.)
- Foto Ante Stojan, Split (1994./95.)
- Hajduk, Split ()
- Inero, Split (2006./07.)
- Jadroplov, Split (1998./99.)
- Kaltenberg Split, Split (1995./96.) / Koteks - Kaltenberg
- Matt Split, Split (1992./93.)
- Mejaši, Split (2004./05.) / Mejaši Innecto, Mejaši Klesarstvo Dicmo
- Split, Split (1991./92.) / Truman-Elektroprijenos Split, Truman-Picasso Split, Split 1700, Split Plehan, Split Star Šport, Split Gašperov, Brodosplit Inženjering Split, Split Brodosplit Inženjering, Split Tommy
- Split Ship Management, Split (1999./2000.)
- Torcida, Split (2000./01.) / Torcida E.N., Torcida Chigra EN, Torcida Hansa Flex, Torcida Tromont
- Video Nes, Split (1994./95.) / Eurotim
- Crnica, Šibenik (2017./18.)
- Šibenik 1983, Šibenik (2021./22.)
- Trogir, Trogir (1998./99.)
- Virovitica, Virovitica (1991./92.)
- Zanatlija, Virovitica (1991./92.)
- Vrgorac, Vrgorac (2007./08.) / Vrgorac Pivac, Vrgorac GTP
- Bambus, Zadar (1995./96.)
- Alumnus, Zagreb -> Sesvete (2011./12.) / OVB Allfinanz
- Futsal Dinamo, Zagreb (2015./16.)
- Glama Brijeg, Zagreb (1994./95.) / Glama Brijeg-Aurum, Glama Brijeg - Agram, Glama Pepsi, Glama Brijeg - Telekom
- Grahorova, Zagreb (1991./92.) / Grahorova Spektar putovanja, Grahorova - Larasystem
- HGK-Laterna, Zagreb (1991./92.)
- Industrogradnja, Zagreb (1991./92.) / Industrogradnja BAUKBU, Industrogradnja BU-AK-BU
- Nacional, Zagreb (2008./09.)
- Oktogon, Zagreb (1991./92.) / Oktogon-Gradnjainvest, Oktogon-Elab, Oktogon - Pivnica "Z", Oktogon Jameks
- Orkan, Zagreb (1992./93.) / Promet Orkan Maksim Trade, Orkan-Zagreb, Promet Orkan, Promet Orkan - Zuc, Orkan V.K., Orkan Profectus
- Petar - RKM, Zagreb (1998./99.) / Bistro Petar - RKM, Petar Rauch, Petar
- Uspinjača, Zagreb (1991./92.) / Uspinjača-Svjetlovod, Uspinjača-Ferax, Uspinjača Segafredo, Uspinjača Gimka
- Zagreb Zapad, Zagreb (2010./11.)

_______________
nejasno
- Ključ, ?? (1995./96.)

## Dosadašnji prvaci
Kazalo
* U zagradi je broj klubova koji je inicijalno trebao sudjelovati u Prvenstvu; izbačeni ili odustali.
| Godina      | Broj * klubova | Broj * klubova | Prvaci                           | Drugoplasirani                  | Trećeplasirani                                    | Četvertoplasirani                                 | Prvoplasirani nakon osnovnoga dijela                      | Prvoplasirani nakon osnovnoga dijela | Najbolji strijelac | Najbolji strijelac |
| ----------- | -------------- | -------------- | -------------------------------- | ------------------------------- | ------------------------------------------------- | ------------------------------------------------- | --------------------------------------------------------- | ------------------------------------ | ------------------ | ------------------ |
| Godina      | liga           | doigr.         | Prvaci                           | Drugoplasirani                  | polufinalisti                                     | polufinalisti                                     | Klub                                                      | Bod (BP)                             | Golovi             | Igrač (Klub)       |
| 1991./92.   | 12             | –              | Uspinjača-Svjetlovod Zagreb      | Truman-Elektroprijenos Split    | Oktogon Zagreb                                    | Grahorova Spektar putovanja Zagreb                |                                                           |                                      |                    |                    |
| 1992./93.   | 11 (12)        | –              | Uspinjača-Svjetlovod Zagreb (2)  | Truman-Elektroprijenos Split    | Matt Split                                        | Grahorova - Larasystem Zagreb                     |                                                           |                                      |                    |                    |
| 1993./94.   | 11 (?)         | –              | Sokoli Samobor                   | Uspinjača-Ferax Zagreb          | Truman-Elektroprijenos Split                      | Matt Split                                        |                                                           |                                      |                    |                    |
| 1994./95.   | 24             | 4              | Uspinjača-Ferax Zagreb (3)       | Foto Ante Stojan Split          | Petrinjčica Idis Petrinja Matt Split              | Petrinjčica Idis Petrinja Matt Split              | Uspinjača-Ferax Zagreb (S) Foto Ante Stojan Split (J)     | 57 (+4) 52 (+12)                     |                    |                    |
| 1995./96.   | 23 (24)        | 4              | Uspinjača Zagreb (4)             | Glama Brijeg - Agram Zagreb     | Sokoli - UHL Sport Samobor Foto Ante Stojan Split | Sokoli - UHL Sport Samobor Foto Ante Stojan Split | Sokoli - UHL Sport Samobor (S) Foto Ante Stojan Split (J) | 63 (+2) 51 (+10)                     |                    |                    |
| 1996./97.   | 12             | –              | Split 1700                       | Glama Brijeg - Agram Zagreb (2) | Square Dubrovnik                                  | Foto Ante Stojan Split                            |                                                           |                                      |                    |                    |
| 1997./98.   | 13 (?)         | –              | Promet Orkan Zagreb              | Glama Pepsi Zagreb              | Split 1700                                        | Croatia Perković                                  |                                                           |                                      |                    |                    |
| 1998./99.   | 14             | –              | Glama Pepsi Zagreb               | Square Dubrovnik                | Orkan Zagreb                                      | Croatia Perković                                  |                                                           |                                      |                    |                    |
| 1999./2000. | 14             | –              | Glama Brijeg Agram (2)           | Split Plehan                    | Square Dubrovnik                                  | Orkan Zagreb                                      |                                                           |                                      |                    |                    |
| 2000./01.   | 14             | 8              | Split 1700 (2)                   | Square Dubrovnik                | Petar RKM Zagreb                                  | Croatia Perković                                  | Petar RKM Zagreb (S) Croatia Perković (J)                 | 28 (+9) 30 (+5)                      |                    |                    |
| 2001./02.   | 12             | –              | Split Gašperov (3)               | Petar RKM Zagreb                | Square Dubrovnik                                  | Uspinjača Segafredo Zagreb                        |                                                           |                                      |                    |                    |
| 2002./03.   | 12             | –              | Split Gašperov (4)               | Petar Rauch Zagreb              | Uspinjača Zagreb                                  | Orkan Zagreb                                      |                                                           |                                      |                    |                    |
| 2003./04.   | 12             | –              | Split Gašperov (5)               | Petar Rauch Zagreb              | Orkan Zagreb                                      | Uspinjača Zagreb                                  |                                                           |                                      |                    |                    |
| 2004./05.   | 12             | 8              | Orkan V.K. Zagreb (2)            | Torcida E.N. Split              | Mejaši Split                                      | Gospić                                            | Split Gašperov                                            | 55 (+8)                              |                    |                    |
| 2005./06.   | 11 (12)        |                | Brodosplit Inženjering Split (6) | Gospić                          | Mejaši Innecto Split                              | Torcida Chigra EN Split                           | Gospić                                                    | 45 (+3)                              |                    |                    |
| 2006./07.   | 12             |                | Gospić                           | Uspinjača Zagreb                | Brodosplit Inženjering Split                      | Mejaši Innecto Split                              | Gospić                                                    | 54 (+5)                              |                    |                    |
| 2007./08.   | 12             |                | Gospić (2)                       | Brodosplit Inženjering Split    | Inero Split Mejaši Split                          | Inero Split Mejaši Split                          | Gospić                                                    | 53 (+0)                              |                    |                    |
| 2008./09.   | 12             |                | Potpican '98                     | Nacional Zagreb                 | Brodosplit Inženjering Split Inero Split          | Brodosplit Inženjering Split Inero Split          | Nacional                                                  | 59 (+14)                             |                    |                    |
| 2009./10.   | 14             |                | Nacional Zagreb                  | Brodosplit Inženjering Split    | Kijevo Knin Uspinjača Zagreb                      | Kijevo Knin Uspinjača Zagreb                      | Nacional                                                  | 69 (+18)                             |                    |                    |
| 2010./11.   | 13 (14)        |                | Split Brodosplit Inženjering (7) | Kijevo Knin                     | Mejaši Split Vrgorac GTP                          | Mejaši Split Vrgorac GTP                          | Kijevo Knin                                               | 59 (+4)                              |                    |                    |
| 2011./12.   | 12             |                | Split Brodosplit Inženjering (8) | Vrgorac GTP                     | Novi Marof Solin Staro Češko                      | Novi Marof Solin Staro Češko                      | Split Brodosplit Inženjering                              | 52 (+1)                              |                    |                    |
| 2012./13.   | 12             |                | Nacional Zagreb (2)              | Vrgorac GTP                     | Novo Vrijeme Apfel Makarska Alumnus Zagreb        | Novo Vrijeme Apfel Makarska Alumnus Zagreb        | Nacional                                                  | 44 (+1)                              |                    |                    |
| 2013./14.   | 11 (?)         |                | Alumnus Zagreb                   | Novo Vrijeme Apfel Makarska     | Murter Nacional Zagreb                            | Murter Nacional Zagreb                            | Nacional                                                  | 39 (+2)                              |                    |                    |
| 2014./15.   | 12             |                | Nacional Zagreb (3)              | Split Tommy                     | Square Dubrovnik Novo Vrijeme Apfel Makarska      | Square Dubrovnik Novo Vrijeme Apfel Makarska      | Nacional                                                  | 56 (+2)                              |                    |                    |
| 2015./16.   | 12             |                | Nacional Zagreb (4)              | Split Tommy                     | Vrgorac Futsal Dinamo Zagreb                      | Vrgorac Futsal Dinamo Zagreb                      | Nacional                                                  | 63 (+5)                              |                    |                    |
| 2016./17.   | 12             |                | Nacional Zagreb (5)              | Split Tommy                     | Novo Vrijeme Apfel Makarska Futsal Dinamo Zagreb  | Novo Vrijeme Apfel Makarska Futsal Dinamo Zagreb  | Nacional                                                  | 56 (+4)                              |                    |                    |
| 2017./18.   | 12             |                | Novo Vrijeme Apfel Makarska      | Split Tommy                     | Futsal Dinamo Zagreb Crnica Šibenik               | Futsal Dinamo Zagreb Crnica Šibenik               | Split Tommy                                               | 58 (+2)                              |                    |                    |
| 2018./19.   | 12             |                | Novo Vrijeme Apfel Makarska (2)  | Vrgorac                         | Futsal Dinamo Zagreb Square Dubrovnik             | Futsal Dinamo Zagreb Square Dubrovnik             | Novo Vrijeme Apfel                                        | 58 (+16)                             |                    |                    |
| 2019./20.   | 10             |                | Olmissum Omiš                    | Novo Vrijeme Apfel Makarska     | Futsal Dinamo Zagreb Square Dubrovnik             | Futsal Dinamo Zagreb Square Dubrovnik             | Novo Vrijeme Apfel                                        | 38 (+2)                              |                    |                    |
| 2020./21.   | 10             |                | Olmissum Omiš (2)                | Novo Vrijeme Makarska           | Crnica Šibenik Futsal Dinamo Zagreb               | Crnica Šibenik Futsal Dinamo Zagreb               | Olmissum                                                  | 46 (+12)                             |                    |                    |
| 2021./22.   | 10             |                | Novo Vrijeme Makarska (3)        | Futsal Pula Stanoinvest         | Olmissum Omiš Square Dubrovnik                    | Olmissum Omiš Square Dubrovnik                    | Olmissum                                                  | 35 (+5)                              |                    |                    |
| 2022./23.   | 10             |                | Futsal Dinamo                    | Olmissum Omiš                   | Novo Vrijeme Makarska Square Dubrovnik            | Novo Vrijeme Makarska Square Dubrovnik            | Novo Vrijeme                                              | 37 (+6)                              |                    |                    |
| 2023./24.   |                |                | Futsal Dinamo (2)                | Olmissum Omiš                   |                                                   |                                                   |                                                           | (+)                                  |                    |                    |
| 2024./25.   | 10             |                | Novo Vrijeme Makarska (4)        | Osijek Kandit                   |                                                   |                                                   | Futsal Dinamo                                             | 40 (+5)                              |                    |                    |

### Vječna ljestvica
zaključno sa sezonom 2022./23. 
| Klub                 | Sjedište  | Prvak | Drugi | TOP4 | Ostali nazivi; Napomene                                                                                           |
| -------------------- | --------- | ----- | ----- | ---- | --- |
| MNK Split            | Split     | 8     | 9     | 21   | Truman-Elektroprijenos Split, Split 1700, Split Plehan, Split Gašperov, Brodosplit Inženjering Split, Split Tommy |
| HMNK Nacional        | Zagreb    | 5     | 1     | 7    | |
| MNK Uspinjača        | Zagreb    | 4     | 2     | 10   | Uspinjača-Svjetlovod Zagreb, Uspinjača-Ferax Zagreb                                                               |
| MNK Novo Vrijeme     | Makarska  | 3     | 3     | 10   | Novo Vrijeme Apfel                                                                                                |
| MNK Glama Brijeg     | Zagreb    | 2     | 3     | 5    | Glama Pepsi Zagreb, Glama Brijeg Agram                                                                            |
| MNK Olmissum         | Omiš      | 2     | 1     | 4    | |
| HMNK Gospić          | Gospić    | 2     | 1     | 4    | |
| MNK Orkan            | Zagreb    | 2     | 0     | 6    | Promet Orkan Zagreb, Orkan V.K. Zagreb                                                                            |
| Futsal Dinamo        | Zagreb    | 1     | 0     | 7    | |
| MNK Alumnus          | Sesvete   | 1     | 0     | 2    | Alumnus Zagreb |
| MNK Sokoli           | Samobor   | 1     | 0     | 2    | |
| MNK Potpićan         | Potpićan  | 1     | 0     | 1    | Potpican '98 |
| HMNK Vrgorac         | Vrgorac   | 0     | 3     | 5    | Vrgorac GTP |
| MNK Petar RKM        | Zagreb    | 0     | 3     | 4    | Petar Rauch Zagreb, Petar                                                                                         |
| MNK Square           | Dubrovnik | 0     | 2     | 10   | |
| MNK Foto Ante Stojan | Split     | 0     | 1     | 3    | |
| MNK Torcida          | Split     | 0     | 1     | 2    | Torcida E.N. Split                                                                                                |
| MNK Kijevo           | Knin      | 0     | 1     | 2    | |
| Futsal Pula          | Pula      | 0     | 1     | 1    | |
| MNK Mejaši           | Split     | 0     | 0     | 5    | |

### Prvaci 1988. – 1990.
Prije osamostaljenja (1988. – 1990.) se također igralo hrvatsko prvenstvo (za SR Hrvatsku), čiji bi pobjednik išao u završnicu jugoslavenskog prvenstva.
Prvaci:
- 1988. Kutina
- 1989. Uspinjača Zagreb
- 1990. Uspinjača INA Team Zagreb

## Vanjske poveznice
- 1. HMNL na HNS-ovim stranicama
- crofutsal.com - novosti u hrvatskom futsalu
- rsssf.com, Croatia - Indoor Champions - šampioni 1. HMNL do 2011./2012.